# ローリングリリース
ローリングリリース (英: rolling release, rolling update)とは、ソフトウェア開発において、ソフトウェアシステムを断続的（頻繁に）に更新していくリリースモデルを指す。この用語は、いわゆる「バージョン番号」を用いて新バージョンで再インストールを要求するような一般的なリリースモデルへの対比として用いられる。一般的なリリースモデルでは離散的なバージョンごとに更新が要求されるが、ローリングリリースではソフトウェアは頻繁に更新される。
ローリングリリースという用語は、どのようなソフトウェアシステムでも用いられうるが、この語の典型的な使用例は、いくつかのLinuxディストリビューションのリリースモデルとして見かけられる。
一般にローリングリリースは小さく頻繁な更新として実現されている。しかし、単に更新をすることだけではローリングリリースを採用しているとみなされない。ローリングリリースとみなされるには、一定の更新をしたのちに離散的なリリースをするのではなく、単一のコードブランチで開発を行い、更新を頻繁にリリースするという開発者の思想が要件になる。

## ローリングリリースを採用したLinux/*BSDディストリビューション
以下は、Arch HurdとGentoo/*BSDを除けば、すべてLinuxディストリビューションである。
- Arch系: Arch Linux, ArchBang Linux, Chakra GNU/Linux (fork; partial: non-rolling core), Parabola GNU/Linux-libre, CTKArch, Arch Hurd,[4] KahelOS, Manjaro, Bridge Linux, Nosonja Linux[5]
- Debian系: aptosid[6] (Debian unstable base), siduction (Debian unstable base), Semplice Linux[7] (Debian unstable base), LMDE[8] (cyclical: Debian testing base), Aurora OS[9] (partial: non-rolling core; Debian unstable & Ubuntu base), Vanillux (cyclical: Debian & Ubuntu base), Epidemic GNU/Linux, PureOS[10]
- Fedora系: Fedora (rawhide), Fuduntu Linux[11][12][13] (fork)
- Gentoo系: Gentoo Linux,[14] Gentoo/FreeBSD, Gentoo/NetBSD, Gentoo/OpenBSD, Gentoo/DragonflyBSD, Funtoo Linux, Calculate Linux,[15] Toorox Linux (partial: non-rolling wrapper), Sabayon Linux,[16][17] ChromeOS (and its open source development base Chromium OS)[18]
- LFS系: NuTyX (LFS, BLFS & CRUX base)
- Mandriva系: Unity Linux,[19] PCLinuxOS (fork; partial: non-rolling core)
- rPath系: rPath Linux, Foresight Linux[20]
- Sorcerer系: Sorcerer Linux,[21] Source Mage GNU/Linux (fork), Lunar Linux (fork)
- Slackware系: Frugalware Linux
- SUSE系: openSUSE Linux[22] (optional: Tumbleweedを使用した場合のみ)
- その他: Yoper Linux